# Woocoo National Park
Woocoo National Park är en park i Australien. Den ligger i delstaten Queensland, omkring 210 kilometer norr om delstatshuvudstaden Brisbane. Woocoo National Park ligger 141 meter över havet.
Trakten runt Woocoo National Park är nära nog obefolkad, med mindre än två invånare per kvadratkilometer..
I omgivningarna runt Woocoo National Park växer huvudsakligen savannskog. Genomsnittlig årsnederbörd är 1 212 millimeter. Den regnigaste månaden är mars, med i genomsnitt 257 mm nederbörd, och den torraste är september, med 21 mm nederbörd.